# Xysticus cristatus
Xysticus cristatus es una especie de araña cangrejo (familia Thomisidae), que se encuentra principalmente en Europa.

## Descripción
La hembra adulta alcanza una longitud de 8 mm y el macho de 5 mm. El color varía de crema claro, marrón oscuro a grisáceo, con un triángulo oscuro en el prosoma que termina en punta definida y nítida. El abdomen tiene una banda media ancha bordeada por dos filas más oscuras de marcas triangulares que se extienden hasta aproximadamente dos tercios de la longitud del prosoma desde la fila posterior de ojos. Esta coloración críptica se utiliza para mezclarse con su entorno normal de hojas secas. El nombre común de la familia, araña cangrejo, se refiere a que a veces se mueven como un cangrejo, de lado a lado.

## Hábitat
Xysticus cristatus se encuentra generalmente entre la vegetación baja, a menudo en el suelo. Es intolerante a la sombra y evita los bosques y los hábitats de dosel cerrado, pero por lo demás se encuentra en casi todos los tipos de hábitats.

## Biología
Xysticus cristatus es una cazadora de emboscadas que pasa mucho tiempo sentada quieta, con las patas delanteras bien abiertas, esperando a que los insectos tropiecen con ella. En el pasto adopta una posición de caza flexible, ya sea en las puntas de la vegetación, como las flores, o en la superficie del suelo y, como resultado, la presa capturada está formada por una gran variedad de insectos voladores, incluidas abejas y mariposas. Cuando caza en el suelo, la comida suele consistir en hormigas, arañas y otras presas de cuerpo blando. A menudo toma presas mucho más grandes que ella. En Gran Bretaña, las arañitas utilizan el vuelo arácnido, con mayor frecuencia entre los meses de julio a septiembre. Se han registrado adultos activos de febrero a diciembre, con un pico de actividad masculina en mayo y junio. Para aparearse, el macho agarra una de las piernas de la hembra, sujetándola hasta que ella deja de luchar, luego usa seda para atarla al suelo para arrastrarse debajo de ella y aparearse.
En Gran Bretaña, se ha observado a Xysticus cristatus como presas de la avispa de las arañas Dipogon bifasciatus.

## Distribución
La especie tiene una distribución paleártica, y se encuentra en toda Europa, incluida Islandia. También se encuentra en el noroeste de Norteamérica.